# Termanzia
Emilia Materna Termanzia (latino: Aemilia Materna Thermantia; ... – Roma, 415) fu per un breve periodo di tempo la moglie dell'imperatore romano Onorio.

## Biografia

Dittico di Stilicone (400 circa, Monza, Tesoro del Duomo), raffigurante Stilicone, la moglie Serena e il figlio Eucherio

Emilia Materna Termanzia era figlia del magister militum Stilicone, l'uomo forte dell'Impero romano d'Occidente, e di Serena; aveva un fratello, Eucherio, e una sorella, Maria.
Nel 398 Maria era andata in sposa all'imperatore Onorio; dopo la morte di questa, nel 408 fu Termanzia a sposare Onorio: pare che Stilicone fosse contrario a questo secondo matrimonio, ma cedette alle pressioni della moglie Serena, la quale non voleva perdere il proprio potere, in quanto il matrimonio tra Maria e Onorio era finito senza figli. Quello stesso anno, però, Stilicone fu pretestuosamente accusato di voler innalzare sul trono Eucherio, e i due furono uccisi: Onorio, allora, allontanò Termanzia da Ravenna, mandandola a vivere con la madre a Roma, forse divorziando da lei.
Termanzia morì nel 415, fu sepolta, assieme ad Onorio, Eucherio e alla sorella Maria, nel Mausoleo onoriano situato nei pressi dell'antica basilica di San Pietro in Vaticano.